# Wielewaalfluiter
De wielewaalfluiter (Pachycephala orioloides) is een zangvogel uit de familie Pachycephalidae (dikkoppen en fluiters).

## Verspreiding en leefgebied
Deze soort is endemisch op de Salomonseilanden en telt 9 ondersoorten:
- P. o. bougainvillei: Buka, Bougainville en Shortland.
- P. o. orioloides: Choiseul, Malakobi, Santa Isabel en Florida-eilanden.
- P. o. centralis: oostelijk New Georgia.
- P. o. melanoptera: zuidelijk New Georgia.
- P. o. melanonota: Ranongga en Vella Lavella.
- P. o. pavuvu: Russell-eilanden.
- P. o. sanfordi: Malaita.
- P. o. cinnamomea: Beagle en Guadalcanal.
- P. o. christophori: Santa Ana en San Cristóbal (zuidelijkste eilanden van de Salomonseilanden)

## Status
De grootte van de populatie is niet gekwantificeerd maar de soort wordt omschreven als algemeen. Op de Rode lijst van de IUCN heeft deze soort de status niet bedreigd.